# Flugunfall der Lissunow Li-2 CCCP-L4181 der Aeroflot
Der Flugunfall der Lissunow Li-2 CCCP-L4181 der Aeroflot war der erste von drei Flugunfällen, die sich am 5. November 1946 mit Maschinen der Aeroflot ereigneten. Sie befanden sich alle im Anflug auf den Flughafen Wnukowo und wurden wegen chaotischer Zustände bei der dortigen Flugsicherung so lange in der Luft gehalten, bis eine sichere Landung jeweils nicht mehr möglich war. Beim Absturz der Lissunow Li-2 CCCP-L4181 starben fünf Besatzungsmitglieder, die einzigen Insassen der Maschine.
Der erste Absturz ereignete sich noch außerhalb des Flughafens, die anderen beiden in Wnukowo. Die anderen beiden Maschinen, die an diesem Tag im Einzugsgebiet von Wnukowo verunglückten, waren die Douglas DC-3 CCCP-L946, die 23 Minuten später abstürzte sowie die Lissunow Li-2 CCCP-L4207, die 48 Minuten nach dem ersten Absturz verunglückte.

## Flugzeug
Das Flugzeug war eine 1945 gebaute Lissunow Li-2. Bei diesem Flugzeugtyp handelte es sich um einen sowjetischen Lizenznachbau der Douglas DC-3. Die Maschine trug das Luftfahrzeugkennzeichen CCCP-L4181 und die Werknummer 18420006. Sie wurde von zwei luftgekühlten 9-Zylinder-Sternmotoren vom Typ M-62IR angetrieben. Bis zum Zeitpunkt des Unfalls hatte die Maschine eine kumulierte Betriebsleistung von 1517 Betriebsstunden absolviert.

## Flugverlauf
Mit der Lissunow Li-2 CCCP-L4181 der turkmenischen Abteilung der Aeroflot war eigentlich bereits am 3. November ein kombinierter Fracht- und Personenflug von Aşgabat nach Moskau-Wnukowo vorgesehen. Aufgrund einer anhaltenden Schlechtwetterfront hing die Maschine dann jedoch zwei Tage auf dem Flughafen Woronesch fest. Alle Passagiere, die den Flug gebucht hatten, traten schließlich die Reise nach Moskau mit der Bahn an. Mit der Lissunow wurde daher ein reiner Positionierungsflug nach Wnukowo vorgenommen, um von dort aus wieder Passagierflüge vorzunehmen. An Bord der Maschine befand sich lediglich eine fünfköpfige Besatzung, bestehend aus Kapitän, Erstem Offizier, Flugingenieur, einer Flugbegleiterin und einem Flugbegleiter. Die Maschine startete um 14:15 Uhr in Woronesch.

## Unfallhergang
In der Region Moskau herrschten seit Tagen schwierige Wetterbedingungen. Am 5. November 1946 veröffentlichte der Wetterdienst des Flughafens Wnukowo eine unzutreffende Prognose, wonach sich die Sichtbedingungen in der Region Moskau zwischen 15 und 17 Uhr verbessern sollten. Die Meldung irritierte die Besatzungen der anfliegenden Maschine. Zudem versäumte es die Flugsicherung, Maschinen zu Ausweichflughäfen in Solnetschnogorsk oder Klin umzuleiten. Dies führte dazu, dass sich zeitweise bis zu 17 Maschinen gleichzeitig im Anflug auf Wnukowo befanden. Dieser rege Flugbetrieb überforderte die Fluglotsen in Wnukowo, sie ließen viele Maschinen erst Warteschleifen fliegen, ehe sie die Freigabe zum Anflug erteilten.
Die Lissunow Li-2 CCCP-L4181 flog auf Anweisung der Flugsicherung bereits seit 2 Stunden Warteschleifen über Moskau, als ihr um 18:07 Uhr die Landeerlaubnis erteilt wurde. Der Treibstoff in den Tanks war zu diesem Zeitpunkt bereits nahezu aufgebraucht. Beim Fliegen einer Standardkurve in einer Höhe unter schwierigen Wetterbedingungen (Sichtweiten ca. 300–400 Meter, Wolkendecke 30–50 Meter) gerieten die Sternmotoren plötzlich ins Stocken und die Maschine verlor an Geschwindigkeit. Das Flugzeug stürzte bei dem Ort Jamischtschewo auf der Höhe des 34. Streckenkilometers der Autobahn Minsk-Moskau in einen Straßengraben. Der Rumpf kollabierte in der Höhe des 16. bis 18. Querspants. Die drei Mitglieder der Cockpitbesatzung starben noch an der Absturzstelle, die Flugbegleiterin und der Flugbegleiter erlagen später im Krankenhaus ihren Verletzungen.

## Ursachen
Die Ursachen des Unfalls führten die Ermittler im Wesentlichen auf fünf Faktoren zurück:
- Eine unzureichend fundierte, fehlerhafte Wettervorhersage, die von den Mitarbeitern der Wetterstation Wnukowo zwischen 12 und 17 Uhr erstellt wurde. Die Wettervorhersage wurde nicht in Übereinstimmung mit den beobachteten Wetterverhältnissen erstellt und nicht rechtzeitig korrigiert, obwohl sich das Wetter nicht wie vorhergesagt besserte.
- Die Freigabe von Flügen von den Abflughäfen nach dem Ermessen der dort zuständigen Personen ohne Absprache mit dem Flughafen Wnukowo. Aufgrund dieses Umstandes lag der Flugsicherung in Wnukowo kein genauer Zeitplan für die Ankunftszeiten von Flugzeugen vor.
- Die Disziplinlosigkeit einiger Flughafenleiter an den Abflughäfen, insbesondere der des Flughafens Vilnius, welcher entgegen den Bestimmungen 30 Minuten vor Sonnenuntergang noch Flugzeuge nach Moskau abfliegen ließ. Die in Vilnius gestartete Lissunow Li-2 CCCP-L4207 war darüber hinaus mit defekten Navigationsgeräten vom Flughafen Vilnius aus gestartet. Die aufgrund dieser Umstände zahlreichen Fehlanflüge der Maschine behinderten den Flugbetrieb am Flughafen Wnukowo.
- Die schlecht organisierten Arbeitsabläufe sowohl am Flughafen Wnukowo als auch bei der Fluggesellschaft Aeroflot.
- Das orientierungslose Vorgehen der Flugsicherung am Flughafen Wnukowo, die die Versäumnisse der Abfertiger an den Abflughäfen nicht durch Umleitungen von Flügen korrigierte, sodass sich eine große Anzahl von Flugzeugen bei Einbruch der Dunkelheit im Luftraum über dem Flughafen befand.